# Équipe de Suisse de hockey sur glace au Championnat du monde 2010
 (janvier 2025).
L'équipe de Suisse termine à la 5e place du Championnat du monde 2010.
Ce championnat est le premier sous les ordres de l'entraîneur Sean Simpson, après treize ans de règne de Ralph Krueger. Simpson devait dans un premier temps prendre les rênes de l'équipe de Suisse après les mondiaux, mais les plans changent à la suite de la résiliation du contrat par Krueger après les Jeux olympiques. Alors entraîneur des ZSC Lions, Simpson peut néanmoins prendre en charge la préparation de l'équipe grâce à un accord entre son club et la fédération,.

## Contexte
Le championnat du monde 2010 est disputé entre le 7 mai 2010 et le 23 mai 2010 dans les villes de Cologne et de Mannheim en Allemagne. Il s'agit de la 74e édition du tournoi.
L'entraîneur est submergé par de nombreux forfaits de joueurs majeurs. En effet, plusieurs cadres qui avaient participé aux Jeux olympiques, dont Severin Blindenbacher, Jonas Hiller, Mark Streit, Julien Sprunger, Sandy Jeannin, Hnat Domenichelli, Thierry Paterlini, Patrik Bärtschi, Adrian Wichser, Raffaele Sannitz, Beat Forster et Roman Wick, ou d'autres éléments tels Reto von Arx et Beat Forster, déclinent leur sélection,,. Ce défi motive cependant le Canadien, comme il l'explique avant le coup d'envoi de la compétition: « Nous devons faire face à quelques absences, et il faut les accepter. Nous connaissons la situation avec nos mercenaires. Nous pouvons désormais démontrer dans toute sa profondeur la qualité du hockey suisse. Je suis sûr que nous allons vivre de belles surprises et je me réjouis déjà pour les championnats du monde! » Simpson donne alors sa chance à plusieurs jeunes joueurs, comme Roman Josi, Patrick Geering, Nino Niederreiter, ou à d'autres néophytes, comme Paul Savary, Paolo Duca ou Damien Brunner. Plusieurs vétérans, tels Martin Plüss, Ivo Rüthemann ou Julien Vauclair complètent l'équipe.
Sean Simpson doit également réglé le cas de son staff d'entraîneurs assistants. Ainsi, il nomme dans un premier temps Manuele Celio et Mike Johnston comme assistants. Ce dernier jette l'éponge et John Fust le remplace.

## Alignement

### Joueurs
| Numéro | Nom               | Position  | Date de naissance | Équipe                   | PJ | B | A | Pts | PUN |
| ------ | ----------------- | --------- | ----------------- | ------------------------ | -- | - | - | --- | --- |
| 3      | Julien Vauclair   | Défenseur | 2 octobre 1979    | HC Lugano                | 7  | 1 | 1 | 2   | 0   |
| 4      | Patrick Geering   | Défenseur | 12 février 1990   | ZSC Lions                | 1  | 0 | 0 | 0   | 0   |
| 6      | Timo Helbling     | Défenseur | 21 juillet 1981   | HC Lugano                | 7  | 0 | 1 | 1   | 25  |
| 9      | Paul Savary       | Attaquant | 2 novembre 1982   | Genève-Servette          | 7  | 0 | 1 | 1   | 2   |
| 10     | Andres Ambühl     | Attaquant | 14 septembre 1983 | Wolf Pack de Hartford    | 7  | 4 | 2 | 6   | 4   |
| 13     | Félicien Du Bois  | Défenseur | 18 octobre 1983   | Kloten Flyers            | 7  | 0 | 0 | 0   | 4   |
| 18     | Thomas Déruns     | Attaquant | 1er mars 1982     | Genève-Servette          | 7  | 1 | 2 | 3   | 16  |
| 21     | Nino Niederreiter | Attaquant | 8 septembre 1992  | Winter Hawks de Portland | 4  | 0 | 0 | 0   | 4   |
| 25     | Thibaut Monnet    | Attaquant | 2 février 1982    | ZSC Lions                | 7  | 2 | 2 | 4   | 6   |
| 28     | Martin Plüss      | Attaquant | 17 décembre 1977  | CP Berne                 | 7  | 4 | 2 | 6   | 25  |
| 30     | Marcel Jenni      | Attaquant | 2 mars 1974       | Kloten Flyers            | 7  | 0 | 0 | 0   | 0   |
| 31     | Mathias Seger     | Défenseur | 5 juin 1980       | ZSC Lions                | 7  | 0 | 2 | 2   | 6   |
| 32     | Ivo Rüthemann     | Attaquant | 12 décembre 1976  | CP Berne                 | 7  | 1 | 3 | 4   | 0   |
| 33     | Steve Hirschi     | Défenseur | 18 septembre 1981 | HC Lugano                | 7  | 0 | 0 | 0   | 0   |
| 37     | Björn Christen    | Attaquant | 5 avril 1980      | EV Zoug                  | 2  | 0 | 0 | 0   | 0   |
| 43     | Morris Trachsler  | Attaquant | 15 juillet 1984   | Genève-Servette          | 5  | 0 | 0 | 0   | 0   |
| 46     | Paolo Duca        | Attaquant | 3 juin 1981       | HC Ambrì-Piotta          | 7  | 0 | 0 | 0   | 0   |
| 57     | Goran Bezina      | Défenseur | 21 mars 1980      | Genève-Servette          | 7  | 0 | 2 | 2   | 16  |
| 67     | Romano Lemm       | Attaquant | 25 juin 1984      | HC Lugano                | 7  | 0 | 0 | 0   | 2   |
| 88     | Kevin Romy        | Attaquant | 31 janvier 1985   | HC Lugano                | 7  | 0 | 1 | 1   | 4   |
| 90     | Roman Josi        | Défenseur | 1er juin 1990     | CP Berne                 | 7  | 1 | 2 | 3   | 0   |
| 96     | Damien Brunner    | Attaquant | 9 mars 1986       | EV Zoug                  | 7  | 1 | 4 | 5   | 2   |

| Numéro | Nom            | Date de naissance | Équipe                 | PJ | V  | D  | MIN | BC | MOY  | BL | A  | Pts | PUN |
| ------ | -------------- | ----------------- | ---------------------- | -- | -- | -- | --- | -- | ---- | -- | -- | --- | --- |
| 26     | Martin Gerber  | 3 septembre 1974  | Atlant Mytichtchi      | 5  | 3  | 2  | 297 | 7  | 1.41 | 1  | 0  | 0   | 0   |
| 52     | Tobias Stephan | 21 janvier 1984   | Genève-Servette        | 2  | 1  | 1  | 120 | 6  | 3.00 | 0  | 0  | 0   | 2   |
| 79     | Daniel Manzato | 17 janvier 1984   | Rapperswil-Jona Lakers | -- | -- | -- | --  | -- | --   | -- | -- | --  | --  |

| Poste                | Nom           | Date de naissance | Nationalité   |
| -------------------- | ------------- | ----------------- | ------------- |
| Entraîneur-chef      | Sean Simpson  | 4 mai 1960        | Canada        |
| Assistant entraîneur | Manuele Celio | 9 juin 1966       | Suisse        |
| Assistant entraîneur | John Fust     | 5 mars 1972       | Canada Suisse |
| Conseiller           | Andy Murray   | 3 mars 1951       | Canada        |

## Résumé de la compétition
Lors du premier tour de ce championnat, la Suisse se retrouve dans le groupe B à Manneihm, en compagnie du Canada, de la Lettonie et de l'Italie. Son premier match l'oppose à la Lettonie. Elle gagne par trois buts à un, réussissant une belle partie sur le plan défensif. Ils ont de plus réussi à marquer un but très tôt dans les deux premières périodes, avant d'inscrire le troisième but à deux secondes du terme de la partie. Son deuxième duel, face aux Italiens, se termine sur la marque de trois à zéro, après avoir cadré pas moins de cinquante-deux tirs. Ce match marque une nouvelle façon de jouer, plus offensive et plaisante que durant le règne de Krueger. La troisième rencontre contre le Canada se termine par une grosse surprise, car les Helvètes battent les joueurs à la feuille d'érable quatre à un et terminent premier de leur groupe avant le tour intermédiaire. C'est non seulement la première fois que la Suisse bat le Canada en championnat du monde, mais surtout cette victoire n'a pas été acquise au rabais, tant les Canadiens ont dominé le début de match.
Les boys de Simpson commence leur tour intermédiaire face à la République tchèque. Ils réalisent un nouvel exploit en vainquant pour la première fois cette équipe. Deux jours plus tard, la Suisse perd son premier match du tournoi face à la Norvège. Le lendemain, elle plie à nouveau face à la Suède, qui l'a très nettement dominée cinq à zéro. Malgré ces deux défaites, la Suisse termine deuxième de son groupe intermédiaire et se qualifie pour les quarts de finale. Elle y rencontre le pays organisateur, l'Allemagne. Elle perd alors face à un adversaire à sa portée, en séchant face à un héroïque Dennis Endras. Elle termine finalement cinquième après un début de tournoi très encourageant.

## Résultat
- Classement final au terme du tournoi[25] : 5e position